# André Florschütz

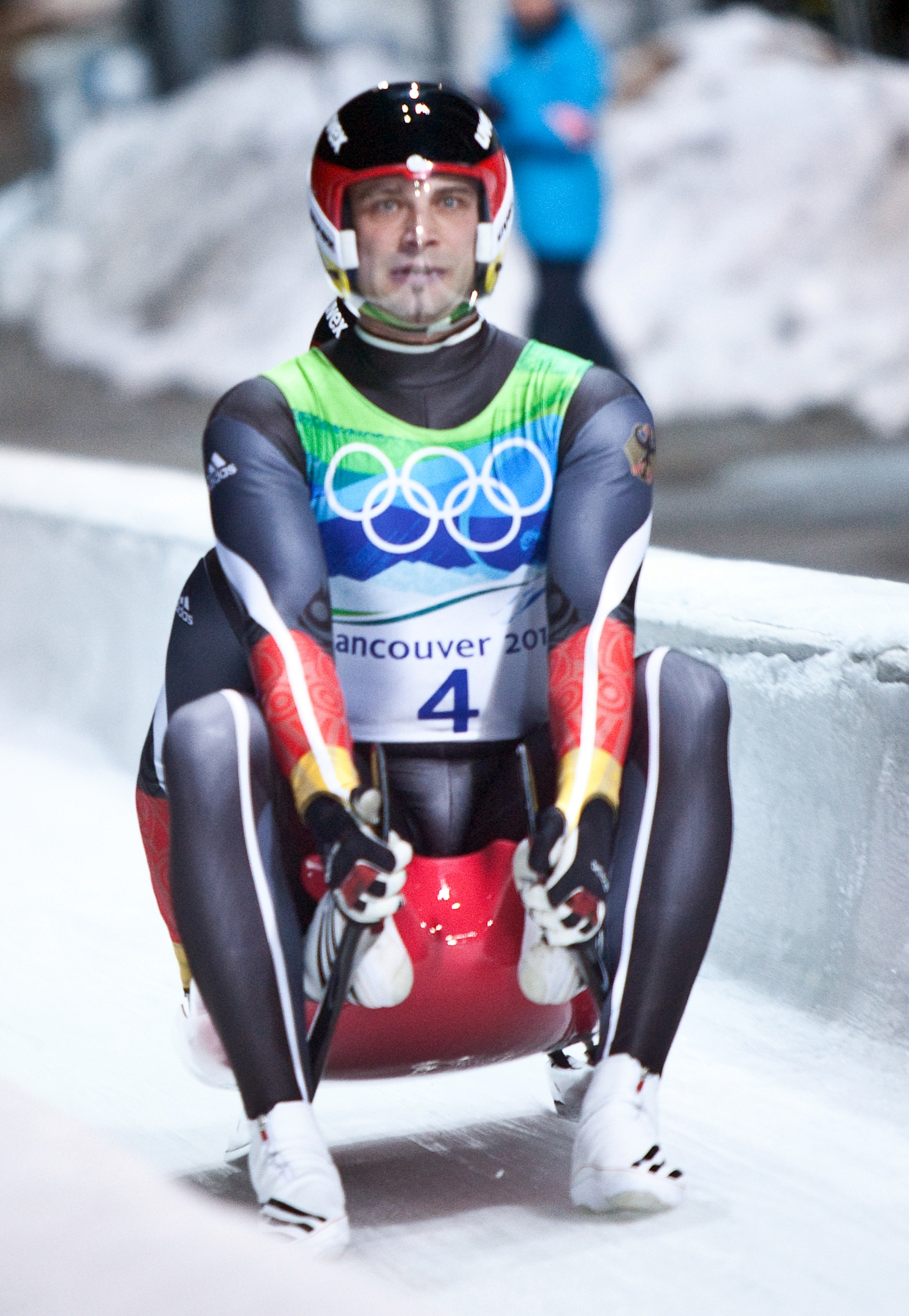
André Florschütz und Torsten Wustlich bei den Olympischen Winterspielen 2010

André Florschütz (* 6. August 1976 in Sonneberg) ist ein ehemaliger deutscher Rennrodler.
Er gewann gemeinsam mit Torsten Wustlich am 15. Februar 2006 bei den Olympischen Winterspielen in Turin die Silbermedaille im Doppelsitzer-Rennrodeln. Vier Jahre später belegten sie bei den Olympischen Winterspielen in Vancouver den 5. Platz.
André Florschütz ist der ältere Bruder des Bobpiloten Thomas Florschütz und Hauptfeldwebel der Bundeswehr bei der Sportfördergruppe Oberhof.

## Erfolge

### Olympische Spiele
- 2006: Silbermedaille
- 2010: 5. Platz

### Weltmeisterschaften
- 1999: 4. Platz
- 2001: Goldmedaille
- 2004: Silbermedaille
- 2005: Goldmedaille
- 2008: Goldmedaille
- 2009: Silbermedaille

### Gesamtweltcup
| Saison    | Platz | Punkte |
| --------- | ----- | ------ |
| 1998/99   | 08.   | 0295   |
| 1999/2000 | 07.   | 0274   |
| 2000/01   | 02.   | 0545   |
| 2001/02   | 08.   | 0339   |
| 2002/03   | 015.  | 0190   |
| 2003/04   | 02.   | 0599   |
| 2004/05   | 02.   | 0570   |
| 2005/06   | 03.   | 0542   |
| 2006/07   | 07.   | 0371   |
| 2007/08   | 04.   | 0526   |
| 2008/09   | 010.  | 0276   |
| 2009/10   | 01.   | 0592   |

### Weltcupsiege
| Nr. | Datum         | Ort            | Bahn                                              |
| --- | ------------- | -------------- | ------------------------------------------------- |
| 1.  | 20. Jan. 2001 | Altenberg      | Rennschlitten- und Bobbahn Altenberg              |
| 2.  | 6. Dez. 2003  | Calgary        | Bob- und Rennschlittenbahn im Canada Olympic Park |
| 3.  | 17. Jan. 2004 | Winterberg     | Bobbahn Winterberg                                |
| 4.  | 20. Nov. 2004 | Sigulda        | Rennrodel- und Bobbahn Sigulda                    |
| 5.  | 2. Jan. 2005  | Oberhof        | Rennrodelbahn Oberhof                             |
| 6.  | 14. Jan. 2006 | Innsbruck-Igls | Olympia Eiskanal Igls                             |
| 7.  | 28. Jan. 2006 | Oberhof        | Rennrodelbahn Oberhof                             |
| 8.  | 14. Feb. 2008 | Sigulda        | Rennrodel- und Bobbahn Sigulda                    |
| 9.  | 20. Feb. 2009 | Whistler       | Whistler Sliding Centre                           |
| 10. | 5. Nov. 2009  | Altenberg      | Rennschlitten- und Bobbahn Altenberg              |

| Nr. | Datum         | Ort       | Bahn                                  |
| --- | ------------- | --------- | ------------------------------------- |
| 1.  | 6. Jan. 2005  | Königssee | Kombinierte Kunsteisbahn am Königssee |
| 2.  | 17. Feb. 2008 | Sigulda   | Rennrodel- und Bobbahn Sigulda        |